# Ibn Ishaq
Ibn Ishaq, född cirka 704, död 767 eller 768, var en arabisk historieskrivare. Han levde till en början i Medina, men slog sig sedan ner i Bagdad.
Ibn Ishaq är författare till den äldsta kända biografin över Muhammed (sira). Originalet har emellertid gått förlorat och är endast känd genom en bearbetning av Ibn Hisham. Biografin uppfattas som mindre tillförlitlig än hadith, de vedertagna samlingarna av traditioner kring Muhammeds liv, men är ändå mycket läst.